# Un film parlato
Un film parlato (Um filme falado) è un film del 2003 diretto da Manoel de Oliveira. È stato presentato nella Sezione principale della 60ª Mostra del Cinema di Venezia.

## Trama
Luglio 2001. Una giovane professoressa di storia dell'Università di Lisbona compie una crociera sul Mediterraneo in compagnia della figlia di quasi otto anni alla scoperta dei monumenti e delle tradizioni delle civiltà che si sono succedute sulle sue rive. Le racconta miti e leggende e risponde alle domande semplici della bambina, che si dimostra curiosa e desiderosa di sapere.
In occasione delle prime tappe del viaggio, salgono a bordo tre misteriose donne, un'imprenditrice francese, una famosa ex modella italiana, rimasta vedova e una cantante e attrice di successo greca. Il viaggio tocca i porti di Napoli, Marsiglia, Atene, Istanbul, il Cairo e Aden nello Yemen. Le tre donne, complice la galante ospitalità del comandante della nave, conversano di sé stesse, della propria storia, della condizione femminile e della speranza in un futuro pace, demandato a un utopistico 'governo delle donne' e di fare considerazioni sulla storia delle civiltà, dinanzi alle sfide poste dall'attualità politica, soprattutto sui pregiudizi alla base di tante incomprensioni tra mondo occidentale e cultura araba.
Benché ciascuno parli la propria lingua, viene compreso dagli altri con assoluta naturalezza. Si unisce a loro l'insegnante portoghese e la conversazione prosegue in una lingua comune, l'inglese, che si è imposto per un solo voto come lingua dei coloni, nella consultazione dei primi anni della civiltà americana, sul greco, la lingua che, parlata ormai soltanto in Grecia, racchiude le radici della civiltà occidentale.

## Critica
Nel finale del film vi è «un riferimento indiretto all'attentato dell'11 settembre 2001», evento sintomatico che segna per il regista «un nuovo modo di considerare le immagini». Nella prima parte, attraverso una tecnica e una recitazione che rimanda alla meraviglia e allo stupore degli spettatori del cinema degli inizi, la «crociera attraverso il Mediterraneo (...) dispiega una sorta di diaporama culturale in scala reale».